# Grande fantaisie et fugue en sol mineur (BWV 542)
 (février 2021).
La mise en forme du texte ne suit pas les recommandations de Wikipédia : il faut le « wikifier ».
Les points d'amélioration suivants sont les cas les plus fréquents :
- Les titres sont pré-formatés par le logiciel. Ils ne sont ni en capitales, ni en gras.
- Le texte ne doit pas être écrit en capitales (les noms de famille non plus), ni en gras, ni en italique, ni en « petit »…
- Le gras n'est utilisé que pour surligner le titre de l'article dans l'introduction, une seule fois.
- L'italique est rarement utilisé : mots en langue étrangère, titres d'œuvres, noms de bateaux, etc.
- Les citations ne sont pas en italique mais en corps de texte normal. Elles sont entourées par des guillemets français : « et ».
- Les listes à puces sont à éviter, des paragraphes rédigés étant largement préférés. Les tableaux sont à réserver à la présentation de données structurées (résultats, etc.).
- Les appels de note de bas de page (petits chiffres en exposant, introduits par l'outil «  Source ») sont à placer entre la fin de phrase et le point final[comme ça].
- Les liens internes (vers d'autres articles de Wikipédia) sont à choisir avec parcimonie. Créez des liens vers des articles approfondissant le sujet. Les termes génériques sans rapport avec le sujet sont à éviter, ainsi que les répétitions de liens vers un même terme.
- Les liens externes sont à placer uniquement dans une section « Liens externes », à la fin de l'article. Ces liens sont à choisir avec parcimonie suivant les règles définies. Si un lien sert de source à l'article, son insertion dans le texte est à faire par les notes de bas de page.
- La présentation des références doit suivre les conventions bibliographiques. Il est recommandé d'utiliser les modèles {{Ouvrage}}, {{Chapitre}}, {{Article}}, {{Lien web}} et/ou {{Bibliographie}}. Le mode d'édition visuel peut mettre en forme automatiquement les références.
- Insérer une infobox (cadre d'informations à droite) n'est pas obligatoire pour parachever la mise en page.

Pour une aide détaillée, merci de consulter Aide:Wikification.
Si vous pensez que ces points ont été résolus, vous pouvez retirer ce bandeau et améliorer la mise en forme d'un autre article.
La Grande fantaisie et fugue en sol mineur, BWV 542, est une pièce pour orgue de Jean-Sébastien Bach comprenant un prélude et une fugue. On lui a attribué ce qualificatif pour la distinguer de la précédente Petite fugue en sol mineur (BWV 578), qui est plus courte. Cette pièce ne doit pas être confondue avec le Prélude et fugue en la mineur (BWV 543), également pour orgue et également appelé « le Grand ».

## Histoire
Philipp Spitta et quelques autres biographes de Bach ultérieurs pensent que la fugue a été improvisée en 1720 lors de l'audition de Bach pour obtenir le poste d'organiste à l'église Saint-Jacques de Hambourg. En supposant cette hypothèse avérée, le sujet de la fugue, un air populaire hollandais, Ik ben gegroet van, aurait été donné à Bach pour qu'il démontre ses talents d'improvisateur. Le musicologue Christoph Wolff suggère quant à lui que le choix d'un air hollandais était un hommage à Johann Adam Reinken, né en Hollande, qui fut pendant 60 ans l'organiste de l'église Sainte-Catherine de Hambourg. Pendant son voyage de 1720 à Hambourg, on pense que Bach a rencontré Reincken, dont il connaissait la musique depuis son adolescence.
La fantaisie qui prélude à cette imposante fugue pourrait avoir été composée séparément à l'époque de Bach à Köthen (1717–1723).
Aucun manuscrit autographe de la fantaisie ni de la fugue ne nous est parvenu, ni même aucune copie manuscrite de la fantaisie de l'époque du compositeur. On n'est même pas certain que le couplage de cette fantaisie et de cette fugue provient du compositeur lui-même.
Le musicologue contemporain William H. Bates écrit : « Un seul manuscrit du XVIIIe siècle dans son état d'origine […] place les deux pièces côte à côte. De plus, il est évident que la fugue a largement circulé [en manuscrit] sans la fantaisie […]. En fait, les copies connues de la fugue ou celles probables des élèves […] de Bach sont dépourvues de toute association avec la fantaisie. »
Il existe de nombreuses variantes dans les manuscrits, dont la plus évidente est l'accord final de la fantaisie, qui nous est parvenu selon le cas en sol majeur ou en sol mineur. Certains manuscrits ont transmis la fugue dans la tonalité de fa mineur plutôt qu'en sol mineur; cette transposition a probablement été effectuée pour rendre la fugue jouable sur un orgue à pédalier court n'autorisant pas le ré aigu, et pourrait bien avoir été approuvée voire réalisée par le compositeur lui-même.

## Arrangements
Cette fantaisie et fugue a été transcrite pour piano par Franz Liszt en S.463. Des arrangeurs modernes ont orchestré l'œuvre.